# Xynias lilacina
Xynias lilacina is een vlindersoort uit de familie van de prachtvlinders (Riodinidae), onderfamilie Riodininae.
Xynias lilacina werd in 1932 beschreven door Lathy.